# Дворцовая слобода (исторический район, Санкт-Петербург)
Дворцовая слобода — исторический район Санкт-Петербурга. Находилась в районе современных Поварского переулка и Стремянной улицы. Образована в начале 40-х годов XVIII века.

## История
Изначально на месте слободы существовала только площадь, заложенная в 1739 году, вокруг которой постепенно селилась дворцовая прислуга и мастеровые (отсюда и название слободы — Дворцовая или Придворная). Позже площадь стала называться Торговой, а в 1747 году на ней была выстроена деревянная церковь, на месте которой сейчас находится Владимирский собор.
В наши дни память о Дворцовой слободе сохранилась в названиях Стремянной улицы (которая также имела название Ведёрная) и Поварского переулка. Кроме того, с Дворцовой слободой связаны названия Свечного и Кузнечного переулков, хотя, по мнению других исследователей, Кузнечный переулок обязан своему названию Кузнечной слободе, которая появилась раньше Дворцовой. Следует отметить, что Дмитровский переулок ранее носил название Хлебного, что также объясняется его близостью к Дворцовой слободе, а впоследствии образованием отдельной Хлебной (Басманной) слободы.